# 萬屋長兵衛の隅田川事件ファイル
『萬屋長兵衛の隅田川事件ファイル』（よろずやちょうべいのすみだがわじけんファイル）は、2008年から2010年までTBS系「月曜ゴールデン」で放送されたテレビドラマシリーズ。全2回。主演は里見浩太朗。

## 登場人物

### 主要人物
萬屋長兵衛
演 - 里見浩太朗
浅草で代々続く質屋「よろずや」の主人で、元敏腕刑事。8年前に警視庁駒形警察署の同僚で親友でもあった橘勝幸の殉職をきっかけに刑事を引退した。12年前に妻に先立たれていて、今は独身。
橘美鈴
演 - 安達祐実
「浅草堂さん馬」という芸名の女流講釈師で、長兵衛を父のように慕っている。橘勝幸の娘。

### 警視庁駒形警察署
野村秀一
演 - 阿部進之介
刑事。長兵衛を尊敬していて、協力をしている。美鈴に思いを寄せているが、当の美鈴からは「野村!」と呼び捨てで呼ばれている。
古田
演 - 吉満涼太
刑事。
杉下康史
演 - 西田健
長兵衛・勝幸の元同僚で、現在は刑事課長。勝幸の殉職は長兵衛の責任だと思っていて、捜査に口出しする長兵衛を目の敵にしている。

### その他
イ・ジョンファ
演 - ヘリョン
朝鮮料理「春のソナタ」を営んでいる。店は長兵衛を慕う人々のたまり場になっている。
浅草マリー
演 - 高松あい
長兵衛を慕っている、浅草のストリップ小屋の踊り子。
船長
演 - 掛田誠
長兵衛を慕っている、水上バスの船長。
平瀬辰蔵
演 - 中村梅雀
扇屋。扇子職人。
橘勝幸
演 - 西岡德馬（第1作）
警視庁駒形警察署の元刑事。長兵衛・杉下の元同僚で、美鈴の父親。長兵衛を大変尊敬していたが、8年前に長兵衛と杉下の目の前で覚醒剤事件の犯人に刺されて殉職した。

### ゲスト
第1作「疑惑の御曹子が転落事故死!? 真相のカギは三年前の異母弟と恋人の秘密…腕に覚えあり！浅草であの男が悪を斬る!!」（2008年）
- 倉本亮子（川島運送 社員・純一の婚約者） - 渋谷琴乃
- 柴田初太郎（とび職・純一の幼馴染） - 小沢和義
- 繁（向井工務店 従業員） - 少路勇介
- 東郷祐介（浅草建設 社員・泰江の連れ子で純一の異母弟） - 萬雅之
- 東郷純一（浅草建設 専務・倖三郎の息子・3年前転落死） - 笠兼三
- 和菓子屋女将 - 小柳友貴美
- かすみ（クラブ「南海」ママ） - 羽田圭子
- 沢井（似顔絵の男） - 小川敏明
- 黒沢（8年前の覚醒剤中毒の男） - 桐生康詩
- 8年前の喫茶店の客 - 原日出子
- 料亭仲居 - 徳田麻衣
- 倉本あかね（純一と亮子の娘） - 森穂乃佳
- 平田健次（大建木材 社長・クラブ「南海」オーナー） - 中西良太
- 東郷泰江（倖三郎の後妻） - 美保純
- 東郷倖三郎（浅草建設 社長） - 綿引勝彦
- 藤咲舞、中村彰宏、藤井多重子

第2作「浅草で振袖さんが殺された事件の裏に交錯された欲望と絆！萬屋長兵衛が事件の真相に迫る!!」（2010年）
- 山富荘介（山富呉服店 社長） - 高杉瑞穂
- 彩花（美鈴の親友の振袖さん） - 内田もも香
- 田所健（静子の弟） - 倉一平
- 矢島治之（山富呉服店 番頭） - 有薗芳記
- 滋 - 松尾諭
- 母 - 城山美佳子
- 大内和也（彩花のストーカー） - 蒲生純一
- 中野智子（彩花の母・ホームレス） - 大草理乙子
- 料亭番頭 - 山上賢治
- クレーム客 - 阿部裕見子、須藤為五郎、蔵一彦
- 刑事 - 中村彰宏
- 観光客 - フィフィ
- 従業員 - 城戸梨沙
- 仲居 - 野口径
- 滝沢静子（料亭「滝沢」女将） - 芦川よしみ
- 相川幸司（隅田川信用金庫 理事長） - 中原丈雄
- 山富千草（振袖学園 院長・荘介の母） - 多岐川裕美

## スタッフ
- 脚本 - 石原武龍（第1作・第2作）、いずみ玲（第2作）
- 音楽 - 渡辺博也
- 監督 - 杉村六郎
- 選曲 - 合田麻衣子
- 講談指導 - 神田紫
- 技斗 - 高倉英二
- 技術協力 - ビデオフォーカス
- 美術協力 - テレビ朝日クリエイト
- プロデューサー - 見留多佳城、神崎良
- 制作 - TBS、G・カンパニー

## 放送日程
| 話数 | 放送日         | サブタイトル                                                                                             | 脚本              | 監督     |
| ---- | -------------- | --- | ----------------- | -------- |
| 1    | 2008年11月17日 | 疑惑の御曹子が転落事故死!?真相のカギは三年前の異母弟と恋人の秘密… 腕に覚えあり！浅草であの男が悪を斬る!! | 石原武龍          | 杉村六郎 |
| 2    | 2010年02月15日 | 浅草で振袖さんが殺された事件の裏に交錯された欲望と絆！ 萬屋長兵衛が事件の真相に迫る!!                    | 石原武龍 いずみ玲 | 杉村六郎 |